# アイオワ・ウルブズ
アイオワ・ウルブズ（Iowa Wolves）は、NBAゲータレード・リーグに加盟するプロバスケットボールチーム。本拠地はアメリカ合衆国アイオワ州デモイン。

## 歴史

### アイオワ・エナジー
2007年のリーグ拡張に伴い「アイオワ・エナジー」として創設された。当初はマイアミ・ヒートとシカゴ・ブルズの下部チームであった。
ニック・ナースがヘッドコーチを務めた2011年はリーグ優勝を果たした。

### アイオワ・ウルブズ
2017年、ミネソタ・ティンバーウルブズの下部チームとなることが発表され、チーム名も「アイオワ・ウルブズ」に変更された。